# Kecamatan Gondang (distrikt i Indonesien, Jawa Timur, lat -7,52, long 112,00)
Kecamatan Gondang är ett distrikt i Indonesien.   Det ligger i provinsen Jawa Timur, i den västra delen av landet, 600 km öster om huvudstaden Jakarta.